# Буберт

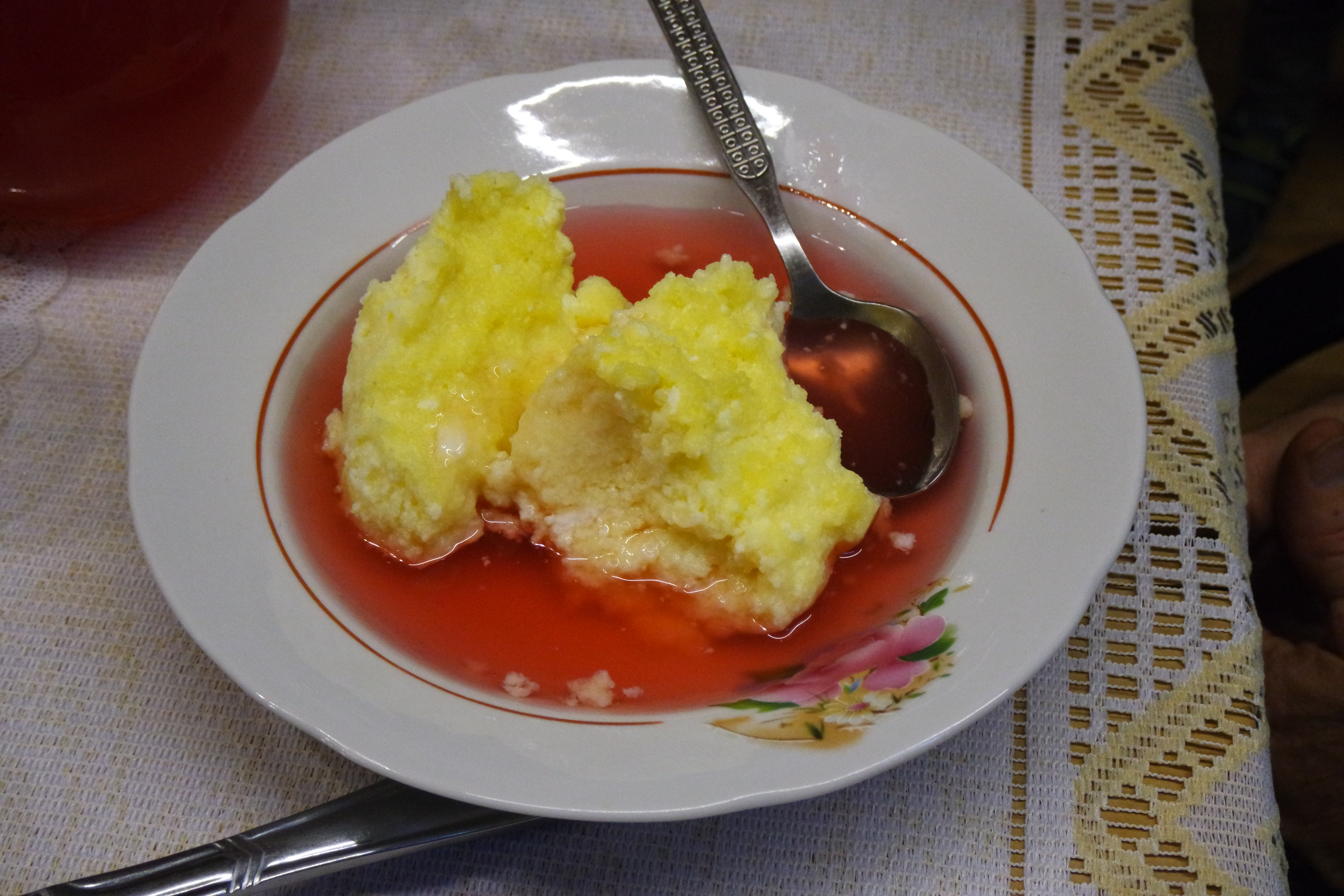
Манный буберт с яйцом

Бу́берт — манный пудинг с яйцом, блюдо латышской, литовской и эстонской кухонь. Состоит из манной крупы, молока (или сливок), яиц, сахара и какого-либо кислого фруктового сока или жидкого киселя (лимонного, клюквенного или смородинного). У ливов Курземе буберт, приготовленный на воде из манной крупы и заправленный яйцами, вместе с клюквенным мёдом (соком клюквы, загущённым картофельным крахмалом) традиционно подавался на третье на свадебных трапезах, а также похоронах.
В отличие от каш, буберт не варится, а лишь заваривается, и это, по данным В. В. Похлёбкина, оказывает решающее влияние на формирование особого вкуса блюда. Заваренную крупу, сняв с огня, некоторое время оставляют набухать под крышкой. В остывшую до 70° крупу вводятся растёртые с сахаром (вариант — с сахаром и лимонной цедрой) желтки. На последнем этапе приготовления добавляют взбитые белки. Подаётся буберт, облитый соком ягод либо киселём.
По мнению В. В. Похлёбкина, буберт был позаимствован балтийскими кухнями из немецкой. Вопреки этому утверждению В. В. Похлёбкина, некритически продублированному в некоторых постсоветских кулинарных изданиях, немецкая кухня сладкого пудинга из запаренной манной крупы под таким названием не знает. Несколько рецептов бубертов содержится в изданной в Берлине в 1796 году кулинарной книге Франца Отто Мюллера, придворного повара князя Дессауского, в части мясных блюд в одном разделе с несладкими пудингами, их предлагается готовить из раков, каплунов, кур, куропаток и фазанов.